# Bralec
Bralec (nemško Der Vorleser) je roman nemškega pisatelja Bernharda Schlinka, ki je izšel leta 1995. V ospredju trodelnega romana je sprva neenak erotičen odnos med pripovedovalcem, Michaelom Bergom, in 21 let starejšo Hanno Schmitz. V nadaljevanju se zgodba osredotoči na pripovedovalca, soočanje s kolektivno krivdo, etična vprašanja in obravnavanje storilcev holokavsta v Zvezni republiki Nemčiji v 60. letih.   
Knjigo je v slovenščino prevedla Sandra Baumgartner. Po knjigi je bil leta 2008 posnet tudi istoimenski film.

## Vsebina knjige
Zgodbo romana pripoveduje v treh delih Michael Berg. Vsak del poteka v drugem časovnem obdobju v preteklosti.

### Prvi del
Prvi del se prične leta 1958 v Zahodni Nemčiji. 15-letnemu Michaelu Bergu postane slabo. Opazi in pomaga mu 36-letna tramvajska sprevodnica Hanna Schmitz. Naslednje tri mesece je zaradi zlatenice odsoten od pouka. Ko okreva, ga njegova mama pošlje k Hanni, da bi se ji zahvalil. Ko jo spozna, ugotovi, da ga privlači. Hanna ga zasači, da jo gleda, ko se preoblači, in Michael zbeži domov, a se čez nekaj dni vrne nazaj. Hanna ga prosi, da gre v klet po premog. Vrne se prekrit s premogovnim prahom in Hanna mu pripravi kopel. Medtem ga opazuje in ga na koncu zapelje. 
Da bi lahko preživel čim več časa s Hanno, začne izostajati od pouka. Ko za to izve Hanna, mu postavi pogoj, da redno obiskuje šolo. Michael začne redno zahajati v njeno stanovanje, kjer začneta vroče razmerje. Ustvarita ritual kopanja in seksa, pred katerim pa ga velikokrat prosi, da ji na glas bere. Med njima pride pogosto do sporov, ki si jih Michael pogosto ne zna razložiti, vendar prevzame krivdo za njih, da bi se izognil Hannini zavrnitvi. 
Michael spozna z začetkom novega šolskega leta vrstnico Sophie, ki jo primerja s Hanno. Več časa začne preživljati s svojimi sošolci, tako da njegovo življenje ni več popolnoma osredotočeno na Hanno. Intenzivneje, kot je razmerje s Sophie in njegovimi sošolci, tem bolj ima občutek, da je izdal Hanno. Ko se Hanna nepričakovano pojavi na bazenu in ga opazuje v družbi sovrstnikov, jo Michael prepozno opazi in Hanna izgine. Ko jo naslednji dan išče v njenem stanovanju in na delovnem mestu, izve, da je Hanna odšla v Hamburg, kjer je dobila novo službo.

### Drugi del
Drugi del se prične sedem let kasneje. Michael študira pravo. skupaj s svojimi sošolci se udeleži sojenja proti paznicam iz Auschwitza. Obtožene so, da so na pohodu smrti ob koncu druge svetovne vojne v gorečo cerkev zaklenile zapornike. Na Michaelovo presenečenje je med obtoženimi tudi Hanna. Proces začne spremljati z vedno večjo pozornostjo in ne zamudi niti enega dneva sojenja. Hanna je poleg umora žensk, ki so umrle v požaru v cerkvi, obtožena tudi, da je sodelovala pri izbiri delavcev za prisilno delo v taborišču; najšibkejši so bili poslani v plinske celice, kjer jih je čakala gotova smrt. Na procesu priča tudi Judinja, ki je skupaj s svojo mamo edina preživela požar. Spomnila se je, da se je Hanna zavzemala za jetnike, ki so ji brali. Hanna postane glavna krivka. Hanna je tudi edina, ki ne zanika dejanj. Soobtoženke jo obtožujejo, da je bila vodja in da je napisala lažno poročilo o požaru, ki naj bi bremenilo druge obtoženke. Ko želi sodnik naročiti primerjavo rokopisov, se Hanna zlaže, da je ona napisala poročilo. Šele takrat Michael ugotovi, da Hanna ne zna ne pisati ne brati. To ga privede do notranjega konflikta: ve, da Hanna teh dejanj ni storila, toda ne ve, ali in kako bi se vključil v proces. Nazadnje vpraša svojega očeta, ki je profesor filozofije, za nasvet. Ta mu to odsvetuje. Na koncu je Hanna obsojena na dosmrtno zaporno kazen, njene soobtoženke pa dobijo milejše kazni. Kljub njuni razdalji, pa postane jasno, da imajo njegove mladostne izkušnje s Hanno še vedno velik vpliv na njega.

### Tretji del
Po končanem študiju začne Michael pripravništvo in se poroči s Gertrude, s katero ima tudi hčer. Njegov zakon kmalu propade in vsi njegovi nadaljnji odnosi z ženskami se izkažejo za neizpolnjene, saj jih Michael vse primerja s Hanno. Ko je Hanna bila v zaporu sedem let, se Michael odloči, da bo znova vzpostavil stik z njo. Ponovno prične z ritualom branja in ji začne pošiljati njegove posnetke branja v zapor. Z njihovo pomočjo se Hanna nauči pisati in brati. Pošilja mu pisma, na katere pa nikoli ne odgovori. Ko se po 18 letih bliža Hannina izpustitev na prostost, mu direktorica zapora napiše pismo, v katerem ga prosi, ali bi lahko pomagal Hanni pri ponovni vključitvi v družbo. Kljub pomislekom obišče Hanno en teden pred izpustitvijo. Tam dobi občutek, da je srečal »staro žensko«. Na predvečer izpustitve jo še zadnjič pokliče in Michael je presenečen, kako mlada je Hanna slišati, ko se norčuje iz njegovih načrtov. Ko pa jo naslednji dan Michael želi pobrati iz zapora, izve, da je Hanna storila samomor. Direktorica zapora ga odpelje v njeno celico, kjer vidi knjige o holokavstu in njegovo sliko iz časopisa, ko je maturiral. Michael izve, da je Hanna pazila na svoj izgled in da je med jetnicami imela avtoriteto. V zadnjih letih pa se je nekoliko umaknila in zanemarila. Direktorica mu pove, kako pomembne so ji bili njegovi posnetki in ga pa vpraša, zakaj ji nikoli ni pisal. Na koncu mu preda Hannine prihranke in prebere njeno oporoko. Hannina zadnja želja je bila, da preda njene prihranke priči iz sojenja. Ta jih noče sprejeti, vendar se strinja z Michaelom, da jih v Hanninem imenu daruje za boju proti nepismenosti eni izmed judovskih organizacij.

## Ocene in nagrade
Knjiga je leta 1998 prejela nemško nagrado Hans Fellada. Knjiga je bila prevedena v 45 jezikov in je bila tudi prva nemška knjiga, ki se je uvrstila na prvo mesto letvice ameriškega časopisa New York Times. 
»Knjiga, ki osvaja bralce. Izraelske zaradi holokavsta, rabljev, ki so bili v taboriščih le v službi, ameriške zaradi teme čustvene zlorabe dečka, evropske zaradi fatalne ljubezenske zgodbe.«
»Roman Bralec nemškega pisatelja Bernharda Schlinka je ena tistih knjig, ki se dotakne različnih ljudi vseh generacij in ponuja v branje 'za vsakogar nekaj'.«

## Kritike
Velik del literarne kritike je knjigo pohvalilo. Predvsem so izpostavili Schlinkov natančen in direkten slog ter način, kako je obravnaval nemško zgodovino. Po drugi strani pa so nekateri kritiki močno kritizirali njegove metode pri opisovanju nacističnih zločinov, zgodovinski revizionizem in izkrivljanje zgodovine. Izpostavili so predvsem njegov problematičen pristop do Hannine krivde pri končni rešitvi.